# Débardage par câble
 (janvier 2017).

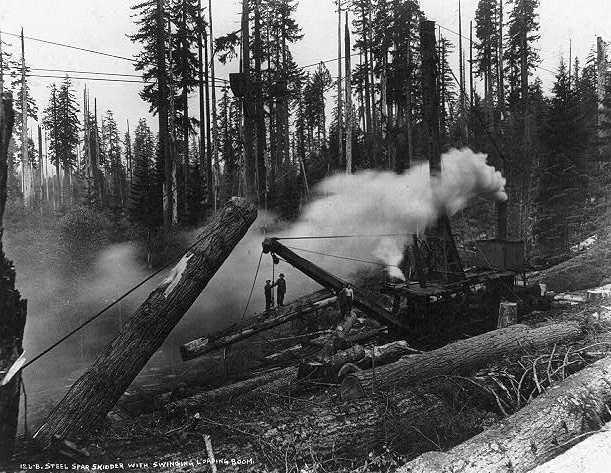
Débardage câble et moteur à vapeur, dans les Cascade Mountains en 1918.

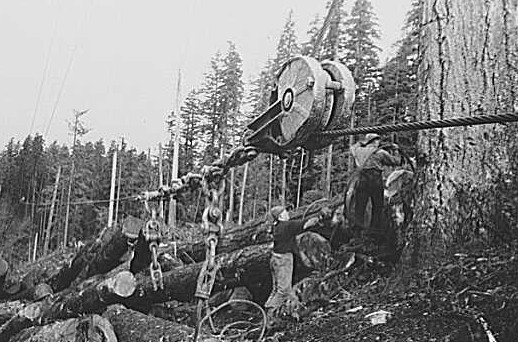
Une élingue est posée en boucle autour d'une grume pour la transporter sous le câble, le long de cette section de câble, grâce au fameux « moteur à vapeur donkey ». Long Bell Lumber Company, Cowlitz County, État de Washington, États-Unis, 1941.

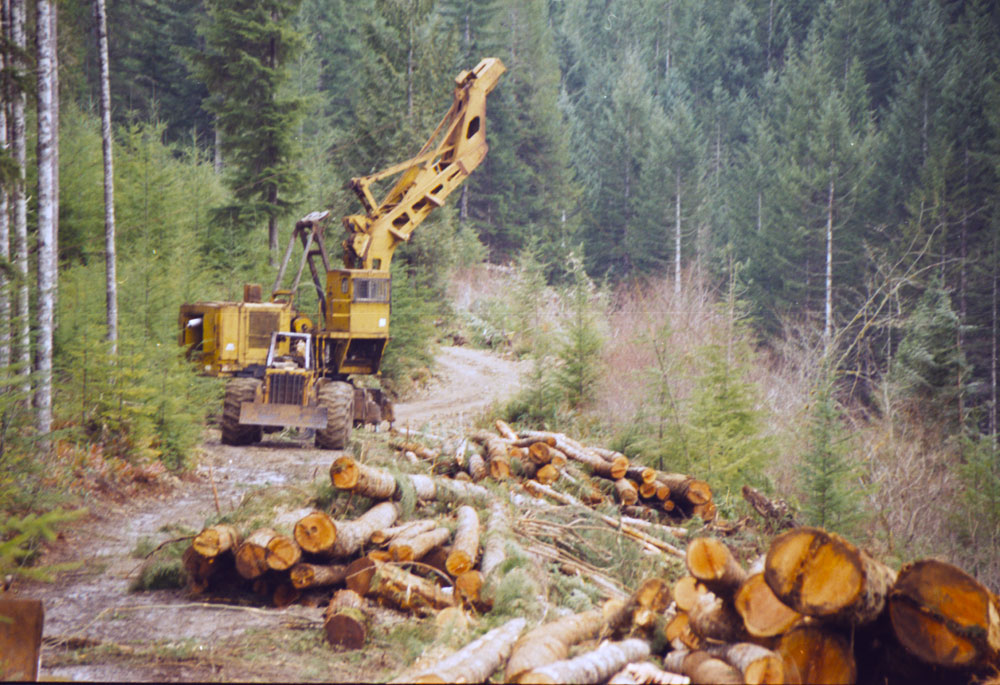
Engin adapté au travail par câble en montagne.

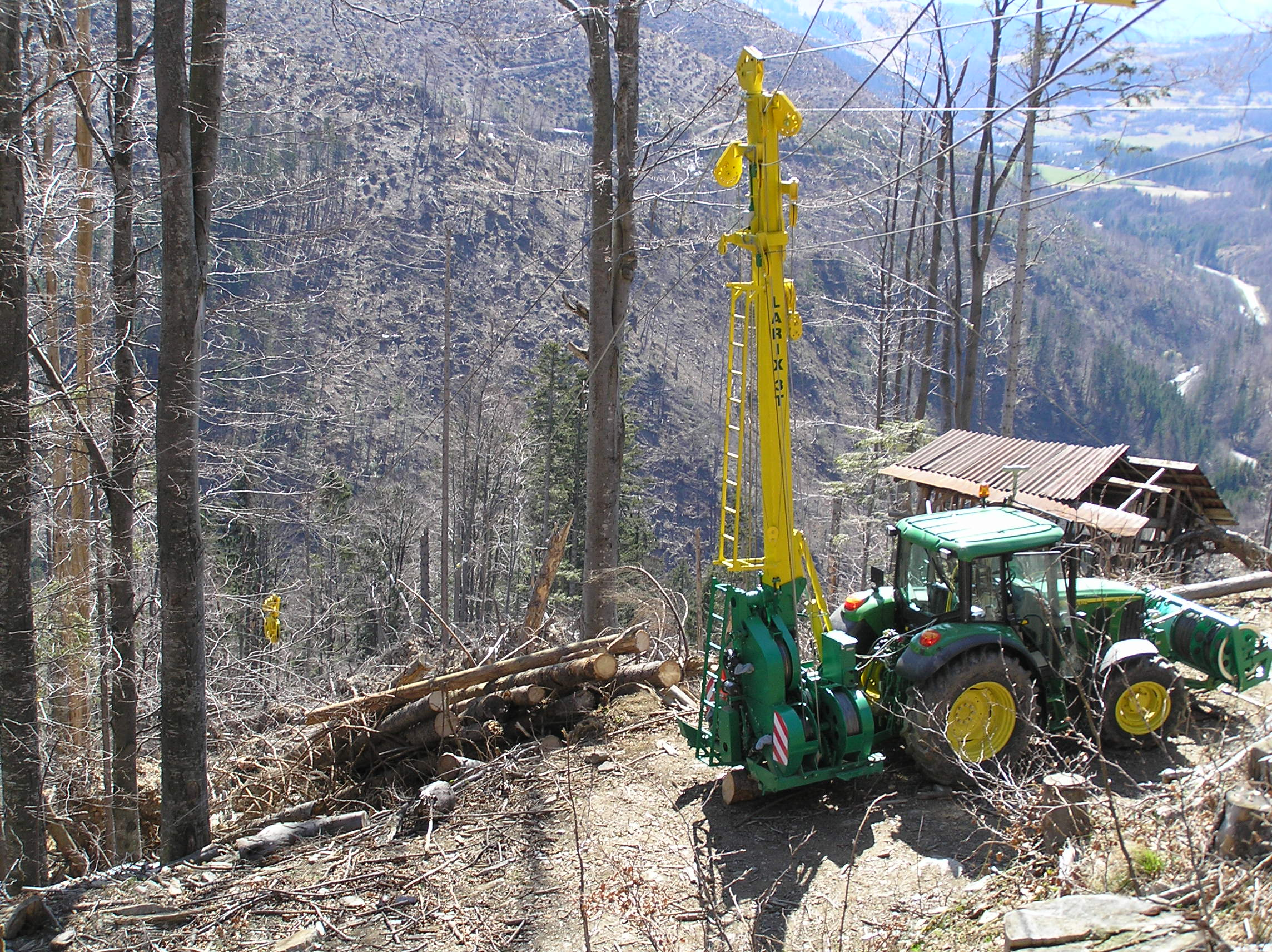
Câble-mât Larix 3T, monté sur un tracteur agricole.

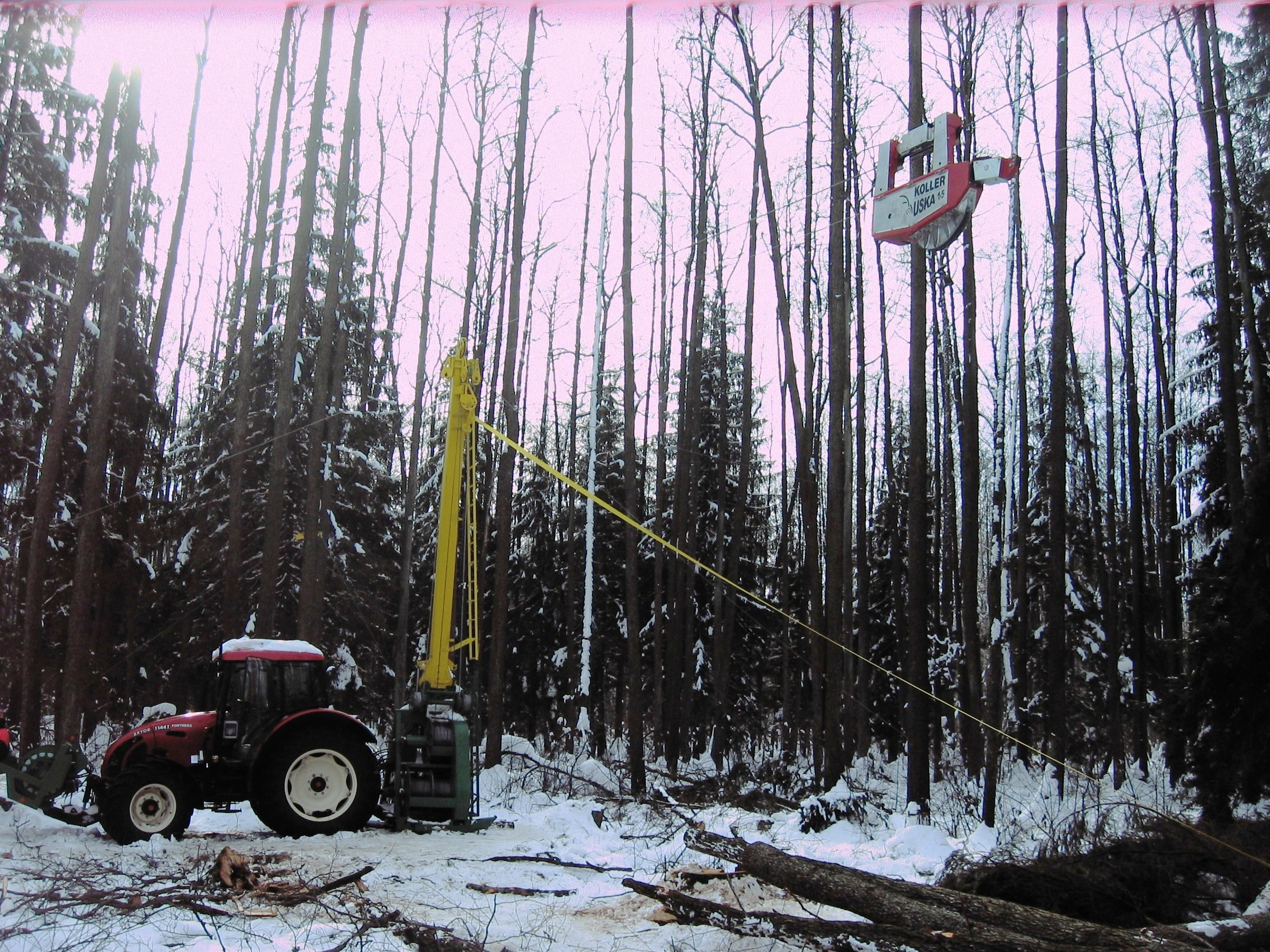
Câble-mât Larix Lamako (2010).

Le débardage par câble, aussi appelé téléphérage ou téléférage, est une forme de débardage (c'est-à-dire d'extraction du bois coupé des parcelles forestières exploitées) qui vise à limiter les impacts sur le sol ou exploiter plus facilement des bois sur forte pente, pour des troncs pouvant peser jusqu'à 4,5  à   5,5 tonnes (selon le matériel et les conditions), néanmoins les très gros-bois (qui peuvent atteindre 8  à   10 tonnes) peuvent être préalablement sectionnés in situ, avant d'être tractés par le câble.
Au lieu d'être extrait par des engins (tracteurs débardeurs, débardeuses), le bois est tiré sur le sol ou porté, suspendu à un câble.
La méthode se développe depuis les années 1970, d'abord en zone de montagne ou escarpée, puis en forêt de plaine pour mieux en protéger les sols. En effet, pour une forêt plus productive et écologiquement plus résiliente, ou pour répondre aux exigences d'écolabels tels que le PEFC, le forestier cherche à limiter les impacts des pneus d'engins forestiers ou de tracteurs sur les sols, et en particulier sur les sols sensibles. Autrefois sur les terrains escarpés, les grumes étaient évacuées par gravité sur des arboriducs, eux-mêmes consommateur de bois.
L'augmentation des prix du pétrole pourrait aussi le rendre plus compétitif.

## Principe
La charge (bois) est accrochée à un chariot qui roule sur un câble fixe. Ce chariot peut être 
- actionné par un moteur qu'il contient - chariot automoteur - (Woodliner)
- actionné par un câble qui le tracte à partir d'un guindeau cabestan fixe généralement mu par un moteur thermique, avec deux cas:
  - un seul câble fait le déplacement et le retour se fait par le poids du chariot (retour pondérale).
  - un câble de retour assure le mouvement inverse.

Pour pouvoir débarder ou pour les câbles porteurs, installations presque à plat, il faut un troisième câble qui ramènent chariot sur la coupe.
Un câble classique peut tirer des grumes de 2,5  à   3 tonnes (blocage automatique de sécurité si la traction excède 6 t).
Matériel nécessaire : camion, tracteur, remorque équipé d'un mât, de pieds stabilisateurs, d'un système d'ancrage et d'un système de treuils.

### Chariot Blondin
Il existe des chariots roulant qui fond aussi avec le même câble l'élévation verticale. C'est par exemple le chariot Blondin. Un seul et même câble assure la transmission de l'effort de roulage comme celui verticale de chargement et déchargement:
- Le chariot comporte une horloge purement mécanique et autonome;
- Il y a environ trois opérateurs en liaison radio permanente.
- L'horloge comptabilise dix secondes à partir du temps d'arrêt du chariot pour déclencher un verrouillage de roulage. L'actionneur de verrouillage est lui aussi purement mécanique. Le roulage accumule de l'énergie mécanique potentielle dans la compression de ressorts autant pour l'horloge que les actions.
- Une fois la charge en butée sur le chariot elle est verrouillée à son tour par un encliquetage verticale dé-verrouillable par une petite course de quinze centimètres qui en même temps libère le chariot de roulage.
- Le mouvement de remontée verticale (15 centimètres) libère le déplacement verticale vers le bas pour le déchargement.
- Pareil pour l'inverse mais le chariot redescend par la simple force de sa propre gravité.
- Exemple de chantier actuel: EIFFAGE entreprise réalise actuellement encore une succession de hauts seuils maçonnés dans le lit du torrent de Faucon de Barcelonnette; les ouvriers déclarent que c'est le seul chariot Blondin en service en France.

### Machines
On distingue deux types de base de machines :
- Les câbles longs : de longueur de 1 000  à   1 500 m, ne peuvent être utilisés qu'en pente (montagnes). Deux constructeurs en Europe, dont un en Italie.
- Les câbles-mâts (courts) : sont plus faciles à tirer et à utiliser quand il existe des dessertes (500  à   800 m). Peuvent être utilisés en pente ou sur le plat. Le câble-mât est installé sur le camion (par exemple Valentini), sur le tracteur agricole (par exemple Larix), remorque, bull-doser, etc. Il existe plusieurs constructeurs en Europe centrale. 
  - Le câble-mât sur le camion : d'habitude machines très efficace, le temps de montage et démontage assez bas, grande productivité de travail. Les inconvénients en sont un besoin de desserte forestière et prix d'achat assez élevé.
  - Le câble-mât sur le tracteur agricole : le tracteur agricole a une perméabilité de terrain assez importante. La majorité de câble-mât sur les tracteurs agricoles permet de travailler à distance jusqu'à 800 m, en plaine ou en pente (en tout les deux sens[pas clair]).

Liste des fabricants de câble-mât
- Valentini, Italie
- Greiferberg, Italie
- Câble-mât Larix[3], République tchèque
- Mayr Melnhof ForestTechnik[4], Autriche
- Wyssen, Suisse
- Câble-mât Koller[5], Autriche

### Installation
- câble long: 2 jours en moyenne pour monter les câbles et une demi-journée pour le démontage (câble long), environ 30 à 50 % du temps de travail,
- câble-mât: 4-6 h,  ceci a un impact sur la productivité des petits chantiers, et il faut au moins  2 personnes.

### Type de câbles
5 câbles sont utilisés : 
- un câble porteur est tendu entre le mât et la parcelle,
- sur ce câble porteur circule un chariot qui est ramené au dépôt par un autre câble, le câble tracteur,
- un 3e câble, le câble pêcheur est positionné sur la coupe, qui ramène le bois sous le chariot, lequel le ramène au dépôt (ce qui permet de travailler sur 100 m, c'est-à-dire 50 m de part et d'autre de la « ligne » du câble principal). Le câble tracteur joue le rôle de pêcheur pour haler les grumes,
- le câble retour est utilisé pour la circulation du chariot sur le câble porteur,
- le câble montage est utilisé pour l'installation de ligne, il s'agit de câble léger de polypropylène.

### Ancrage
Pour l'ancrage de câble porteur ou de hauban, il est recommandé d'utiliser des arbres sains ou des souches. Si ce n'est pas possible, il sera nécessaire de faire ce que l'on appelle un corps mort ou un ancrage. Le câble doit être positionné le plus près possible du sol et l'on doit veiller à ce que la composante verticale des forces de traction soit dirigée vers le sol.
La résistance d'un arbre d'ancrage dépend de la pente du terrain, de l'angle d'arrivée du porteur sur l'ancrage, de la qualité du sol et de l'enracinement. L'élément le plus important est l'angle d'arrivée du câble porteur sur l'ancrage par rapport au sol. Cet angle permet de déterminer les dimensions de l'arbre d'ancrage.

### Pylônes

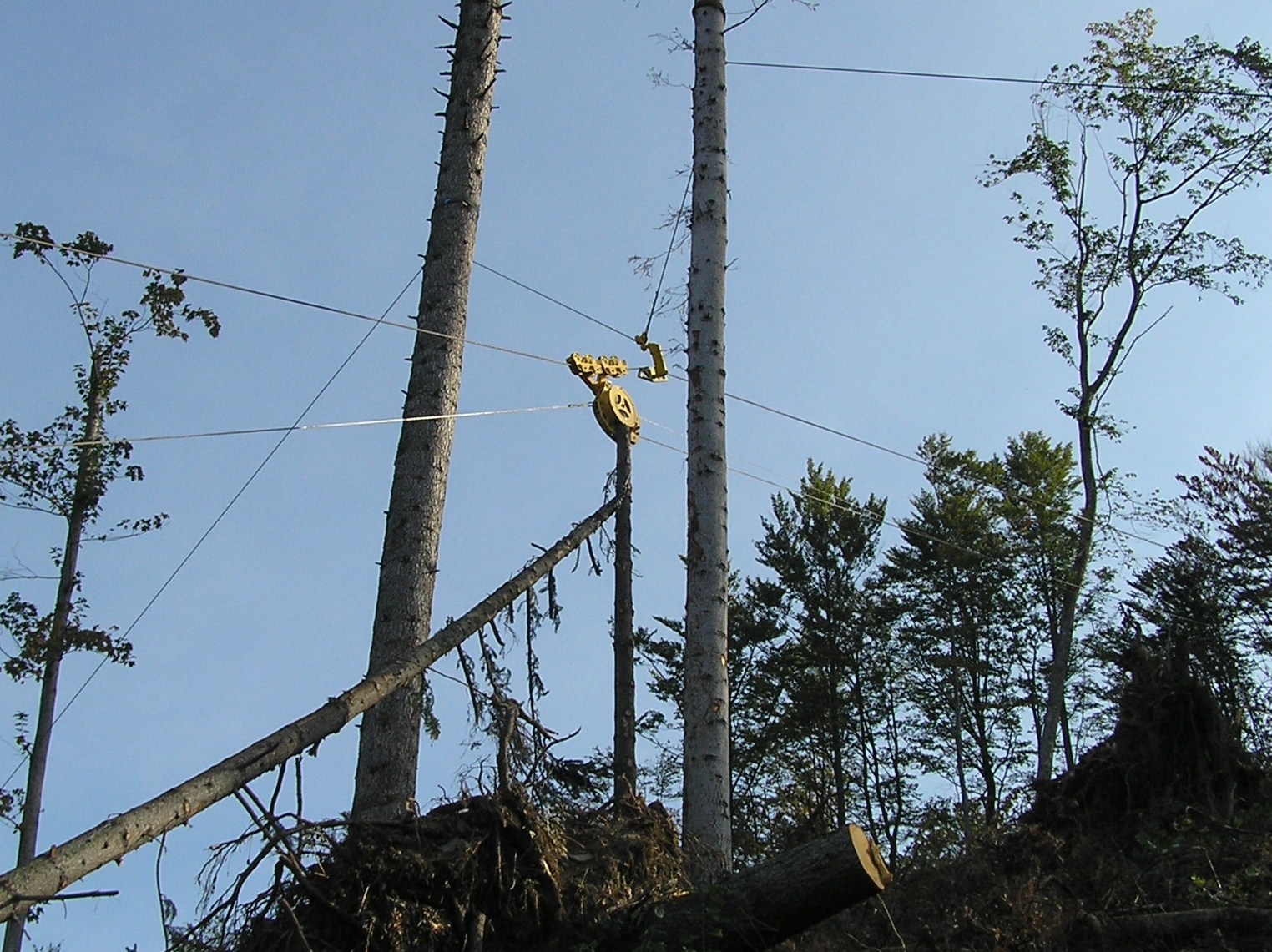
Pylônes intermédiaires permettant de rehausser le câble porteur (2006).

Les pylônes intermédiaires permettent de rehausser le câble porteur pour pouvoir obtenir suffisamment de garde au sol et de flèche en terrain convexe. L'emplacement du pylône doit être judicieusement choisi pour éviter un angle de rupture trop important (moins de 30 °). En effet, un angle supérieur empêcherait le chariot de passer convenablement. Ainsi la vitesse de déplacement du chariot doit toujours être ralentie lors du passage de l'étrier.

## Productivité
On estime en moyenne que 0,5  à   1 m3 de grumes sont traités par mètre linéaire de câble (IPC). Les câbles-mâts modernes permettent d'atteindre la productivité annuelle de 8  à   10 000 m3, ou environ 50 m3 par jour.

### Rentabilité
Pour une bonne rentabilité, il faut faire:
- environ 7 500 m3/an
- éviter les lignes avec moins que 120 m3, qui présent la nécessité d'installation de plus que 50 lignes/an
- éviter les lignes avec IPC<0,5 m3

## Organisation de chantier
Un projet de débardage par câble contient les informations suivantes:
- Nombre de supports et leur emplacement
- Hauteur des supports et leur genre
- Emplacement du câble-mât
- Présence ou non d'ancrage naturel
- Tension du câble porteur et charge totale
- Longueur utile du câble porteur
- Poids à l'étrier
- Liste de matériel et d'outillage
- Longueur maximum du bois lors de câblage aval
- Dimensions des supports, etc.

## Avantages et intérêts sylvicoles et écologiques
Le téléphérage est couramment utilisé pour le débardage en montagne, depuis les années 1990 en France, et il y a largement fait la preuve de son intérêt.
En plaine, les expériences sont plus récentes, les bilans tirés mettent en avant les bénéfices suivants : 
- protection des sols (limoneux argileux très sensible), nécessaire à gestion durable, puisque le sol est le capital de la forêt (restauration des zones humides, Mont Mezenc)
- protection de l'eau,
- protection des paysages (le public est sensible à l'absence d'orniérage),
- moins de bruit et dérangement,
- moins de semis et arbres abîmés,
- pas de pistes forestières à refaire.
- moindre consommation de carburants (pas d'accélération et décélération comme celles des tracteurs, frottements faibles grâce au câble, environ 0,7 l/m3)
- le matériel est coûteux, mais l'exploitation est rapide (100 m3/jour soit autant qu'un tracteur une fois le chantier installé).
- En chantier « terrestre, » il y a des arrêts logistiques d'exploitation liés à la météo, tandis que le débardage par câble permet de travailler sous toutes conditions climatiques (les chantiers tiennent alors mieux leurs délais).

Les entreprises, par exemple en Alsace, souhaitent cependant aussi travailler au câble en plaine, car en montagne elles ne peuvent travailler toute l'année.

## Inconvénients
- Coût encore supérieur, mais qui en coût relatif devrait diminuer par rapport aux autres solutions consommant plus de pétrole.
- Le tracteur ne nécessite qu'une seule personne.
- En 2008, dans certains pays l'offre en matériel et en technicité est encore faible. Par exemple, en 2006-2007, il n'existait en France qu'une douzaine d'entreprises de cabliste, contre 150 en Suisse et beaucoup en Autriche.
- En Suisse, la vente du bois se fait en bord de route et non sur pied, le forestier ou l'exploitant peuvent donc s'ils le veulent exiger un débardage par câble (dans le cadre de l'écocertification volontaire il a souvent volontairement choisi ce mode plus doux de débardage).
- En France, le bois est acheté sur pied, et les entreprises sont payées au nombre de m³ sortis, ce qui encourage un débardage « au plus rapide, et au moins coûteux »... mais dont les impacts sur les sols peuvent être importants.
- Un inconvénient d'ordre écologique est également à noter. Le développement du débardage par câble permet d'exploiter des zones très difficiles d'accès et donc historiquement peu ou pas exploitées. Ces zones présentent un grand intérêt écologique[8] car le couvert forestier est ancien et la richesse en vieux et gros bois est importante. La mise en exploitation de ces zones menace la pérennité de certaines espèces strictement forestières (insectes saproxyliques, oiseaux nichant dans les arbres morts, chiroptères, etc.).

## Coûts et développement du débardage par câble
Sauf en zone très escarpée ou pleine de trous d'eau et dépourvue de routes, le débardage par câble a un coût généralement supérieur ou légèrement supérieur à celui des autres méthodes mécanisées de débardage, mais ces dernières ne tiennent pas compte dans leurs évaluations de coûts du coût de construction et d'entretien des réseaux routiers et de pistes forestières.
L'investissement initial est important (entre 70 000 € pour un petit câble-mât sur un tracteur agricole et 420 000 € pour un câble-mât monté sur un camion), mais en coût global et sur le long terme, le tracteur équivaut au câble (selon l'ONF et l'INRA).
Selon l'ONF, pour 6 hectares et 300 m3 de hêtre à débarder (volume unitaire d'environ 1,5 m3), le travail à la débusqueuse et au câble téléphérique ont un coût comparable du point de vue des coûts d'exploitation globaux ; 
Les frais directs du câble sont en 2007 de 19,5 euros/m3 (selon le type de câble-mât), contre 12,5 euros/m3 pour la débusqueuse classique, mais les coûts indirects liés aux dégâts au sol et au peuplement sont beaucoup plus importants avec la débusqueuse (7 euros/m3) alors qu'ils sont presque nuls avec le câble.
Le prix du débardage par câble (bucheronnage compris), en France, varie de 25  à   40 €.
À moyen et long termes le tracteur induit une baisse de qualité et production et donc des bénéfices qui diminuent alors que le téléphérage préserve mieux le capital-sol.

### Outils de prévision
Les coûtes techniques d'exploitation sont élevés. Nombreux sont les câblistes qui ne pratiquent pas une gestion analytique par chantier qui leur permettrait de mieux estimer leur coûts en fonction des conditions de chantier.
Il en résulte que les prix pratiqués lors des prestations sont souvent en décalage par rapport à la réalité économique des entreprises. Il est donc souhaitable:
- d'inciter les câblistes à créer leur propre référentiel de productivité afin qu'ils connaissent mieux leur coûts techniques,
- de développer des outils de calcul des coûts d'exploitation (validation de barèmes existantes ou création de nouveaux produits) et former les différentes acteurs à l'utilisation de ces fiches de calcul.

### Subventions
Le plan de développement rural hexagonal (PDRH), grâce à sa mesure 123B, permet de subventionner les investissements en matière de câbles téléphériques.

### Accompagnement des entreprises
Le débardage par câble demande un bon niveau de maîtrise de la technique pour une mise en œuvre correcte et une bonne productivité dans des conditions de sécurité optimales. Les entreprises doivent pouvoir recevoir, à leur demande, un certain nombre de conseils. On peut envisager:
- une aide à l'implantation des lignes,
- un accompagnement technico-économique des entreprises naissantes faisant intervenir une structure de type 'cellule-conseil',
- de fournir des coupes techniquement faciles aux équipes nouvelles afin qu'elles puissent passer le cap difficile des premiers mois d'activité sans se décourager[10].

### Adaptation des modes de commercialisation des coupes à câble
- développer les contrats pluriannuels
- mettre sur le marché des coupes de début de printemps et de fin d'automne
- développer la prévente pour le propriétaires qui interviennent en régie
- mette au point un document national homogène, défini et approuvé par tous les acteurs, décrivant clairement les clauses de l'exploitation par câble (CCTP: Cahier des Clauses Techniques Particulières)[10].

## Développement en plaine
La méthode tend à se développer en plaine pour ses intérêts écologiques (chantiers moins traumatisants pour les sols et la faune, bien moins bruyants en particulier).
Par exemple, en France, le ministère de l'Agriculture et l'ONF (par l'intermédiaire du Groupement Syndical des Entrepreneurs de Travaux Forestiers Alsaciens, le GSETFA et le FCBA se sont dans les années 2000 associés pour évaluer et promouvoir cette forme de débardage, en organisant des chantiers de démonstration : les forestiers y sont invités à venir observer cette nouvelle pratique après plusieurs jours ou semaines de travail en forêt de manière que chacun puisse observer les impacts du chantiers, plus modérés qu'avec les techniques « classiques ».

Ces démonstrations sont ouvertes aux gestionnaires publics comme aux propriétaires et exploitants privés, mais aussi aux membres de la filière bois, collectivités et usagers des forêts.
Dans le Nord de la France, sur des zones à très faible relief, l'ONF a, avec le concours du conseil général du Nord, testé la méthode en forêt de Mormal et en février 2008, en forêt domaniale de Condé-sur-Escaut (forêt domaniale de Bonsecours, 480 ha, seule forêt publique « jardinée » du Nord de la France), dans le parc naturel régional Scarpe-Escaut (3e démonstration en plaine). Il s'agissait dans ce dernier cas de débarder un chantier d'exploitation où une régénération naturelle est prévue sur 100 ha en en visant deux essences objectifs (chêne pédonculé et frêne) sur des sols limoneux-sableux fragiles, localement hydromorphes riches en semis naturels à préserver durant le chantier. Ici la grume moyenne cubait 3 m3, ce qui est limite pour le débardage par cheval qui est déjà utilisé dans la proche forêt de Marchiennes, pour des grumes plus petites ou moins lourdes.
Dans ces conditions, un seul câble permet sur 20 ha de prélever 1 500 m3 de grumes en 1 mois, avec un chantier à très faibles nuisances.

## Préconisations

### Préconisation sylvicoles
Sylviculture par trouées
La notion de trouées concerne des ouvertures dans des peuplements denses, d'une taille comprise entre 15  et   50 ares, pouvant atteindre jusqu'à un hectare. En aucun cas, un prélèvement simultané de quelques tiges contiguës (3 à 10) ne peut constituer une trouée présentant des avantages sylvicoles et d'exploitation. La récolte de gros bois épars surcimant une régénération acquise n'est pas assimilée à l'ouverture de trouées: c'est une technique complémentaire utilisable pour les peuplements en fin de régénération, parfois sur des surfaces importantes (plusieurs hectares). 
Unité de vidange
Regroupement de parcelles ou parties de parcelles à mode de débardage homogène et présentant un volume mobilisable important. Ce regroupement (massification) permet d'amortir les charges fixes des chantiers (visites préalables, installation). Les unités de vidange pour les câbles aériens ont une assiette qui est souvent indépendante des parcelles et des unités de gestion, voire des forêts, pour répondre à des exigences techniques spécifiques. 

### Préconisations techniques
- Coordination entre aménagement, martelage et exploitation.

En montagnes, les contraintes physiques et techniques sont tellement importantes qu'il est nécessaire d'adapter la sylviculture au mode d'exploitation le plus adapté.
- Interaction entre abattage-débardage et organisation de la reprise de bois

L'intégration entre l'abattage et le débardage par câble est une des conditions de bonne productivité du chantier et de préservation de la valeur d'avenir du peuplement. Cette bonne intégration peut aussi conduire à une amélioration de l'ergonomie de la sécurité du personnel.

### Préconisations humaines
Formations de câblistes: dans le cas de la formation par alternance, préférer le placement des stagiaires dans des entreprises modernes et performantes, en envisageant la possibilité d'une coopération européenne.

### Préconisations environnementales
Le débardage par câble présente sur ce point quelques rares inconvénients qu'il convient de limiter le plus possible:
- limiter les impacts paysagers dans les zones sensibles en appliquant un martelage adapté (cloisonnement étroits, martelage en slalom)
- informer convenablement le public sensible pour qu'il accepte mieux les inconvénients du débardage par câble
- limiter les dégâts au peuplement restant en faisant réaliser le martelage par des professionnels et en faisant intervenir des équipes de bûcheronnage-débardage qualifiées[10].

## Galerie

### histoire du débardage par câble

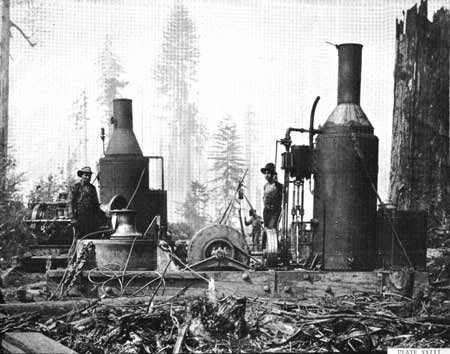
Machine à vapeur pour tirer les câbles (1900).
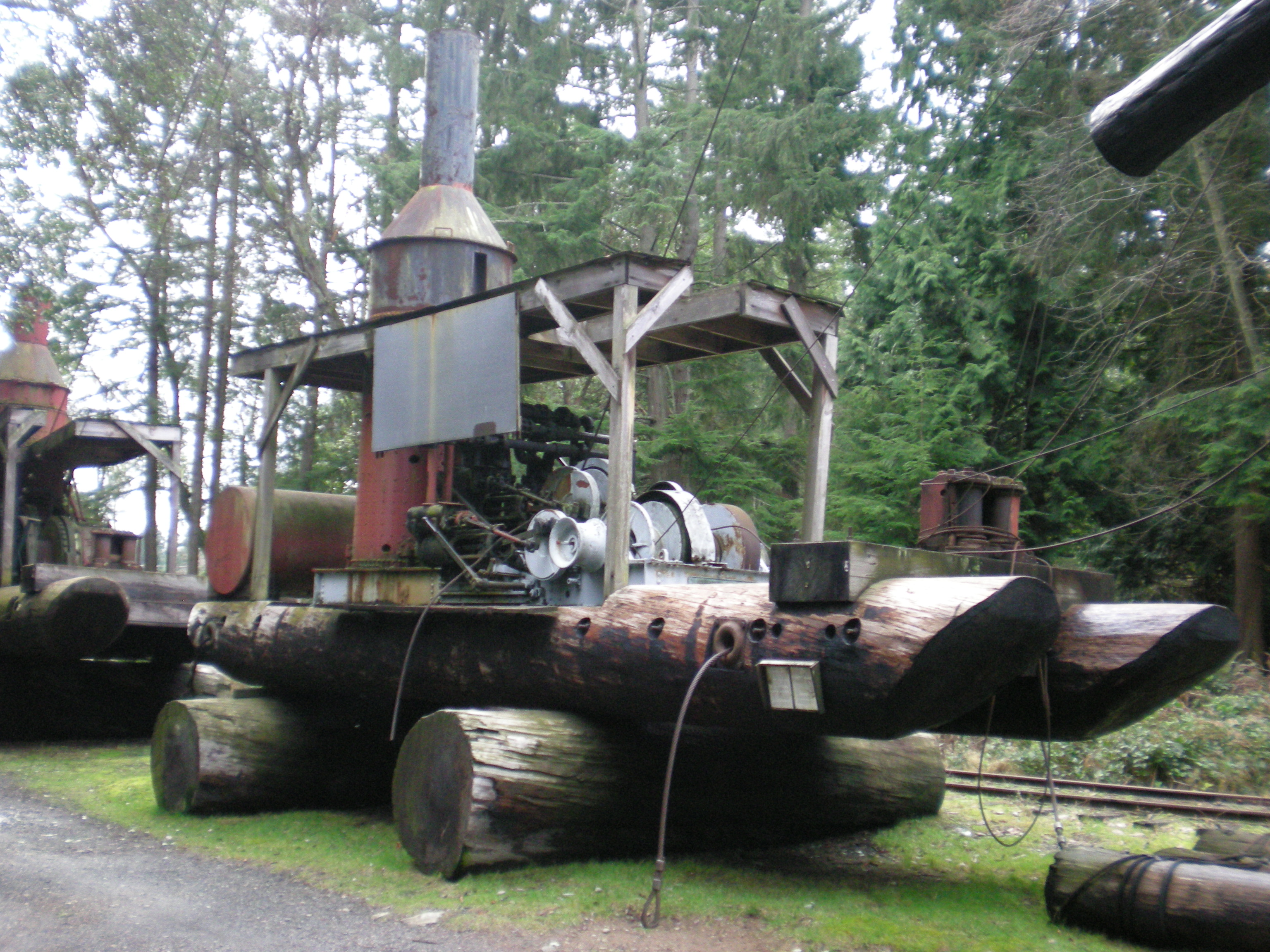
Machine à vapeur sur traineau.
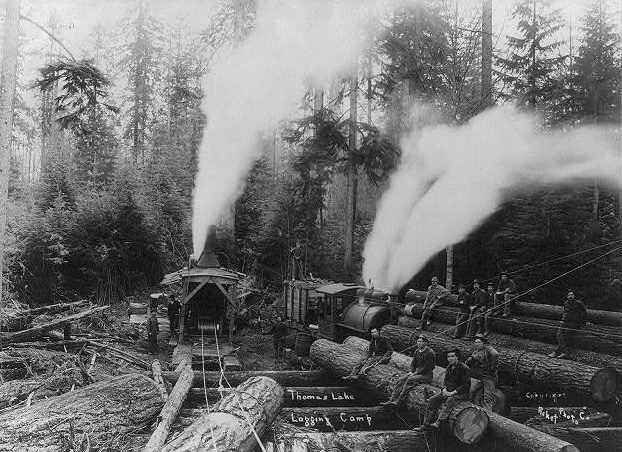
Deux machine à vapeur en fonction (1910).
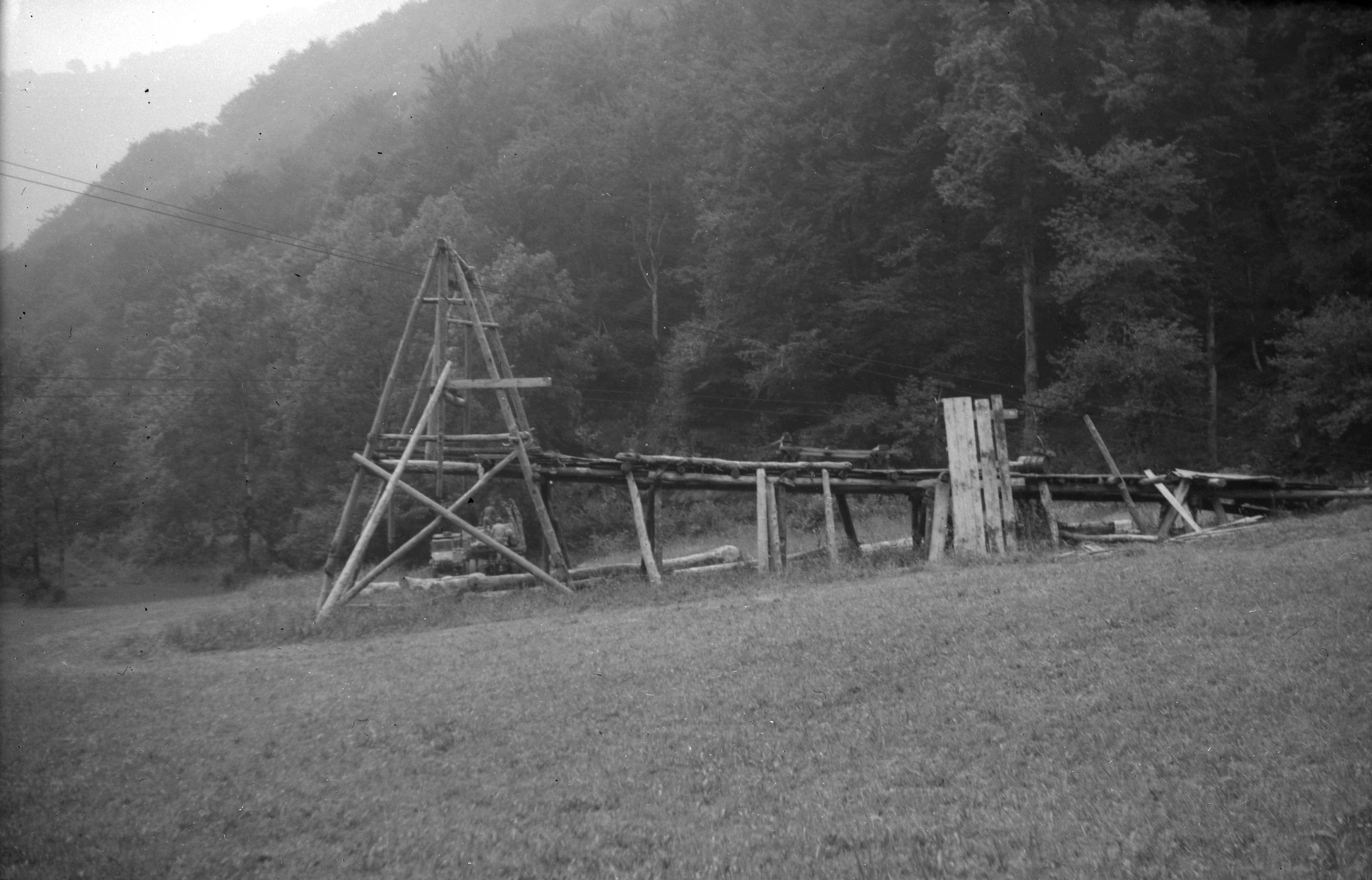
Débardage par câble dans le Pyrénées (1965).
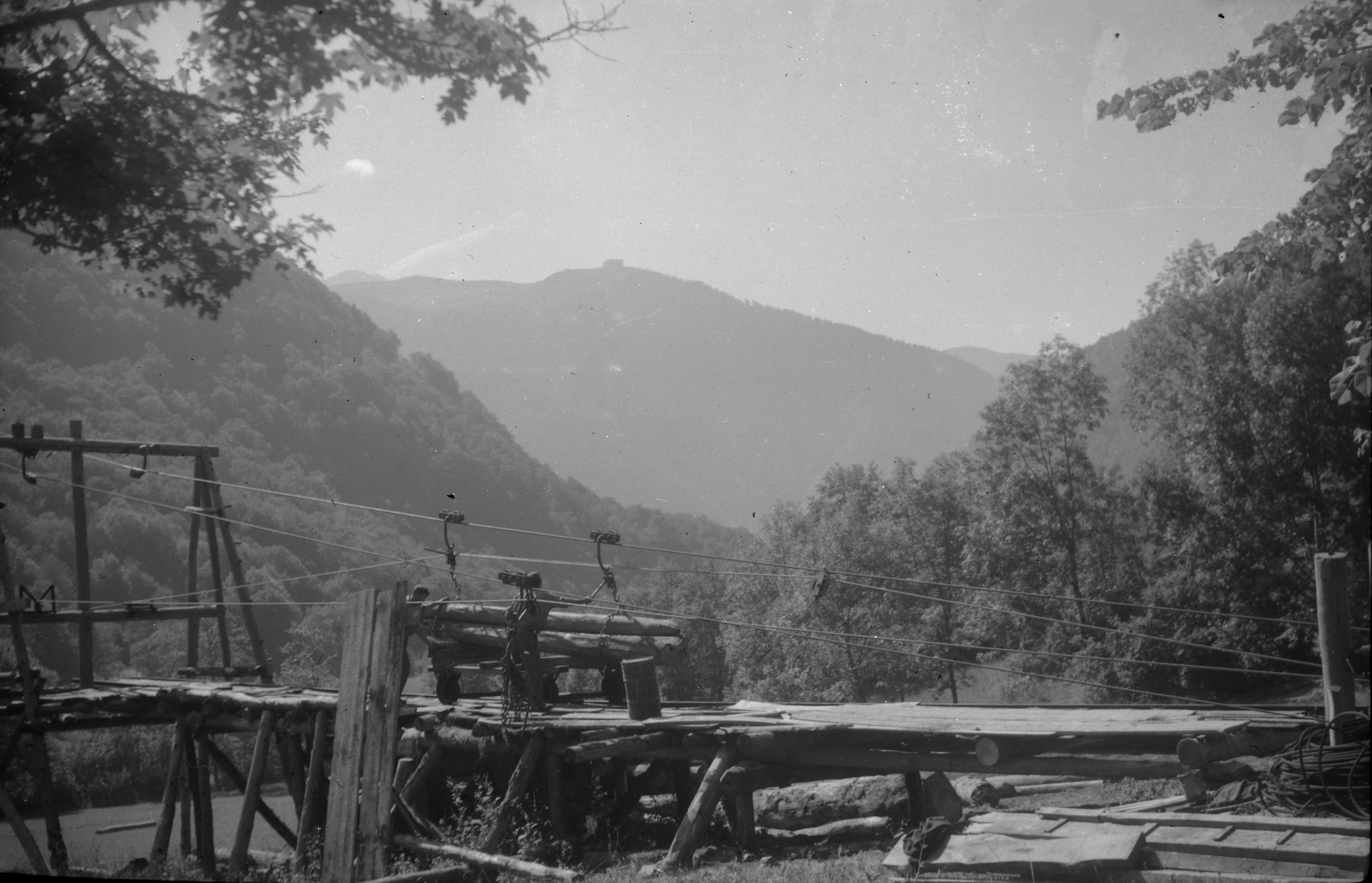
Débardage par câble dans le Pyrénées (1965).

### Débardage contemporain

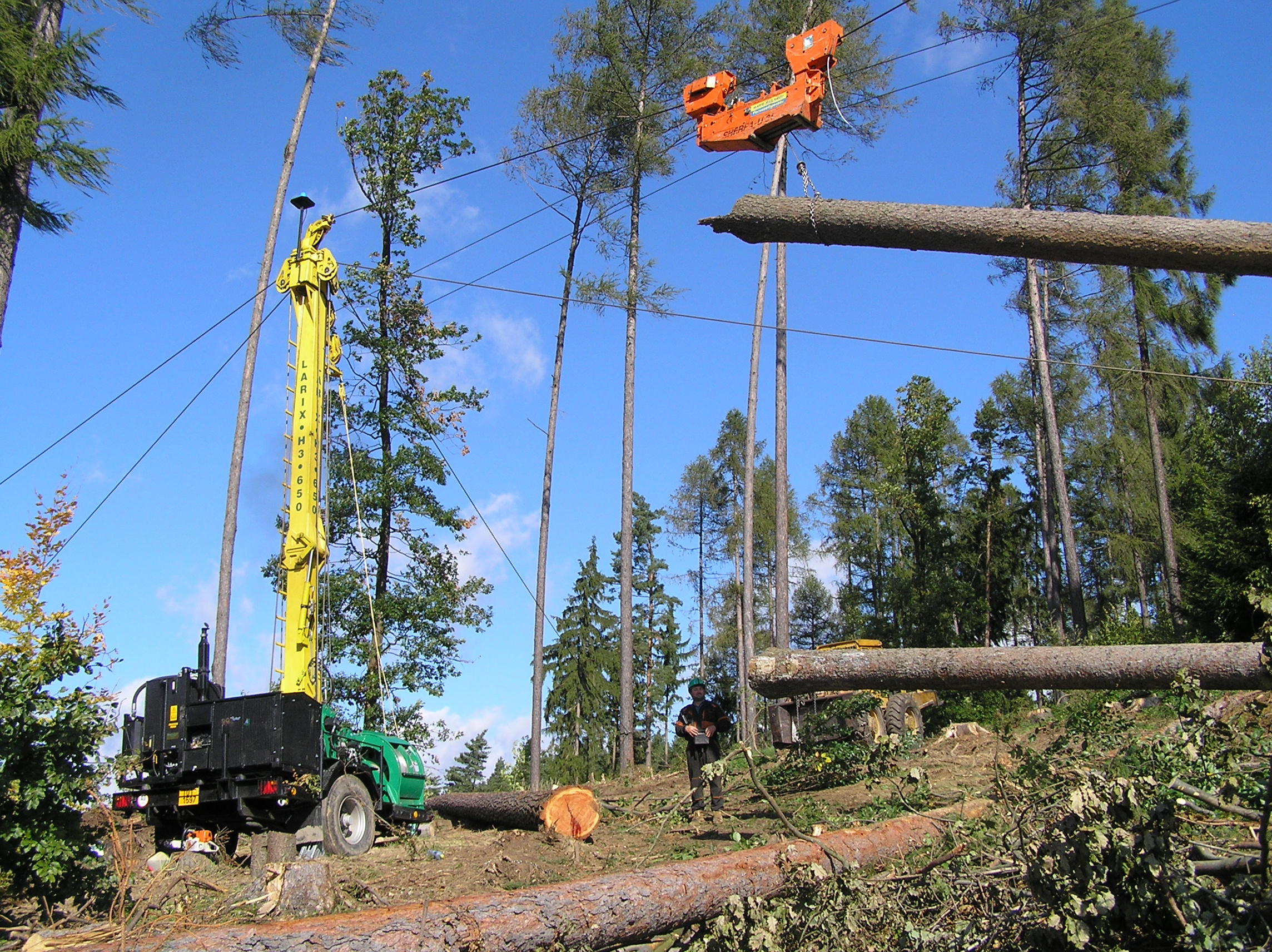
Câble-mât Larix H3-650 (2010).
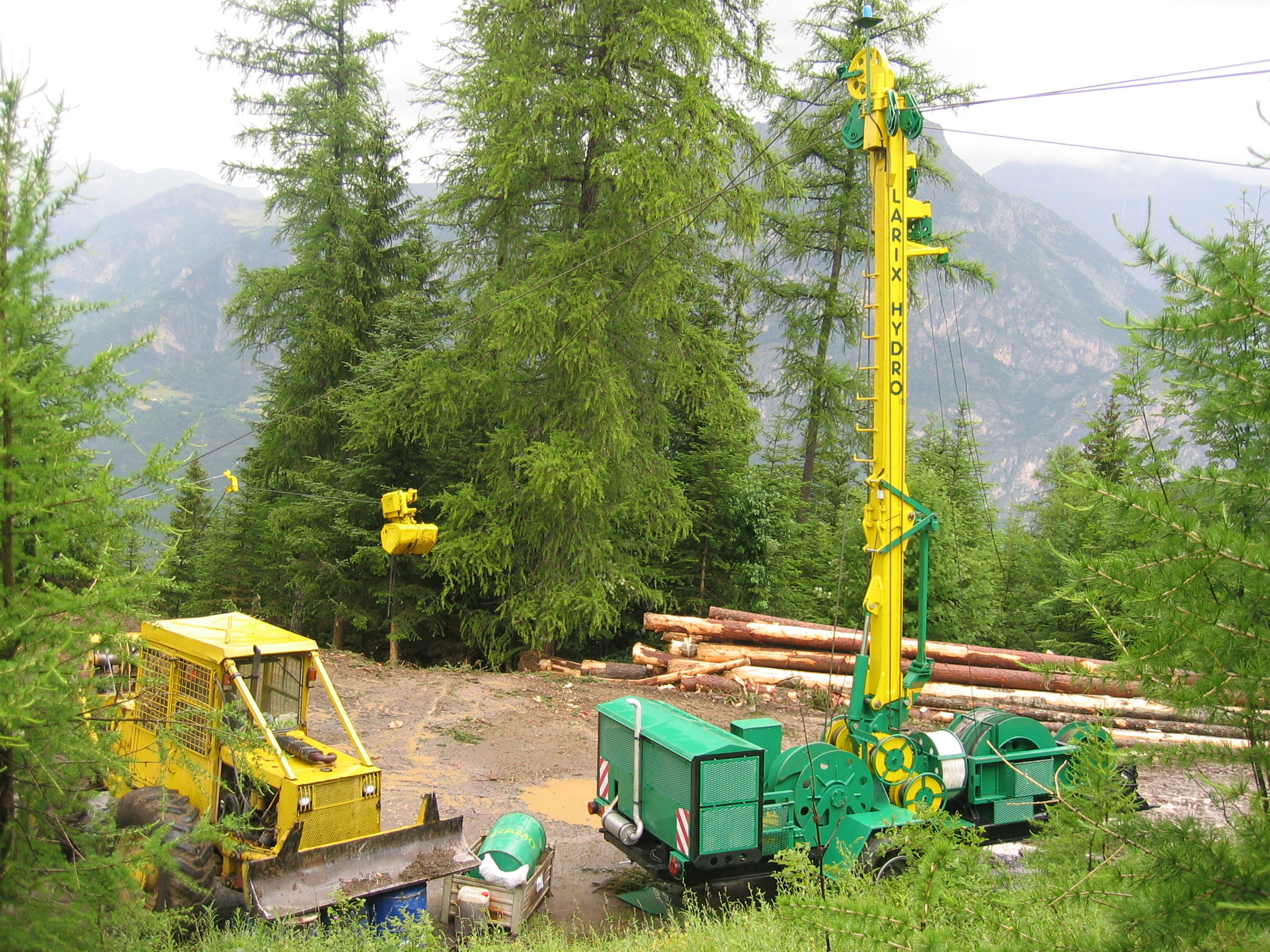
Câble-mât monté sur un remorque.
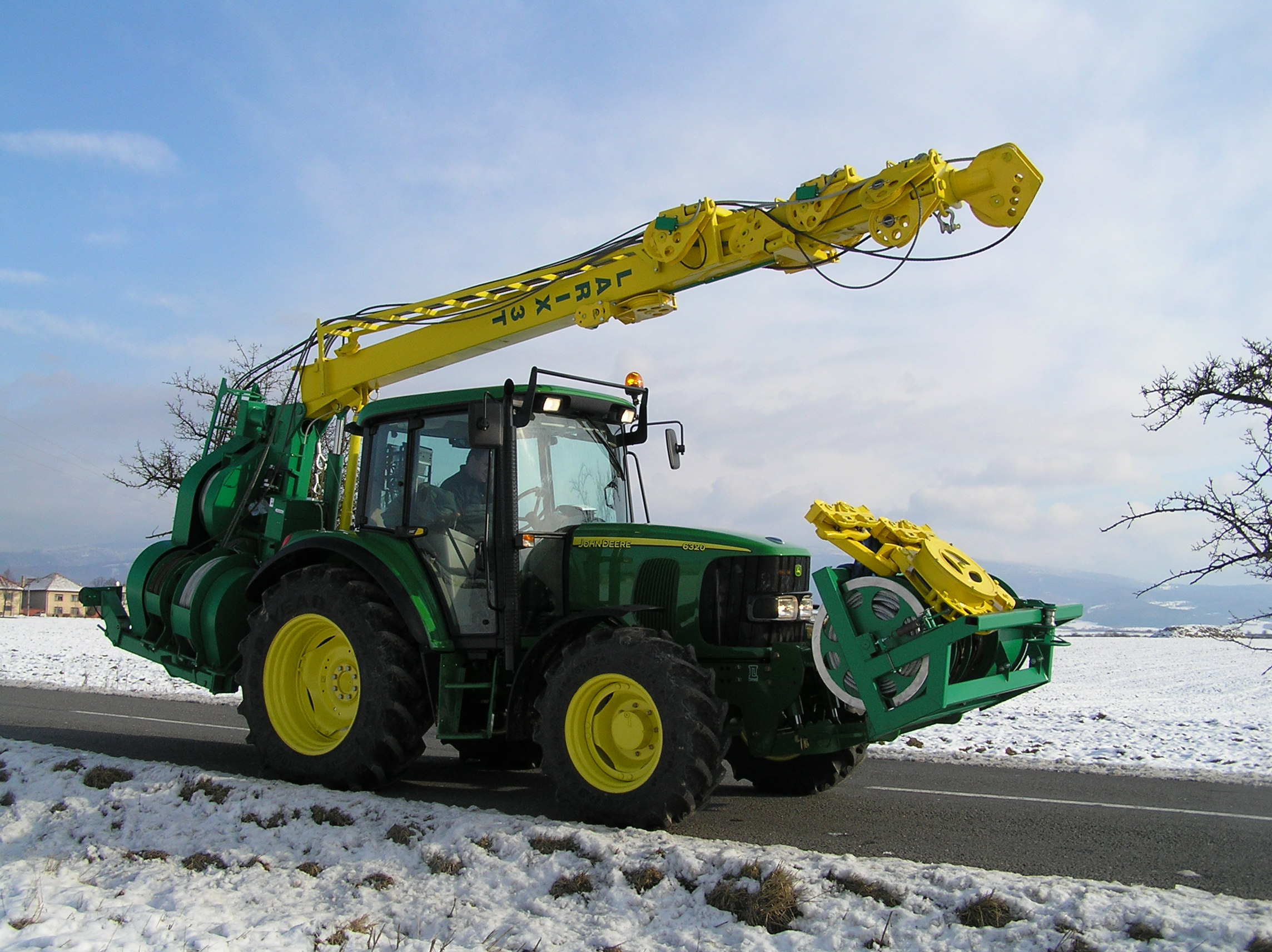
Câble-mât Larix 3T pendant le transport (2008).
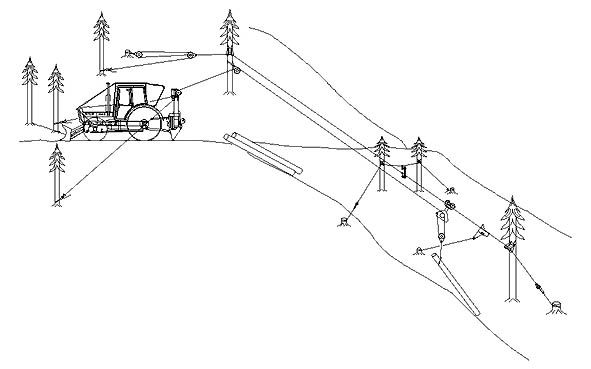
Schéma du débardage par câble contre le pente.
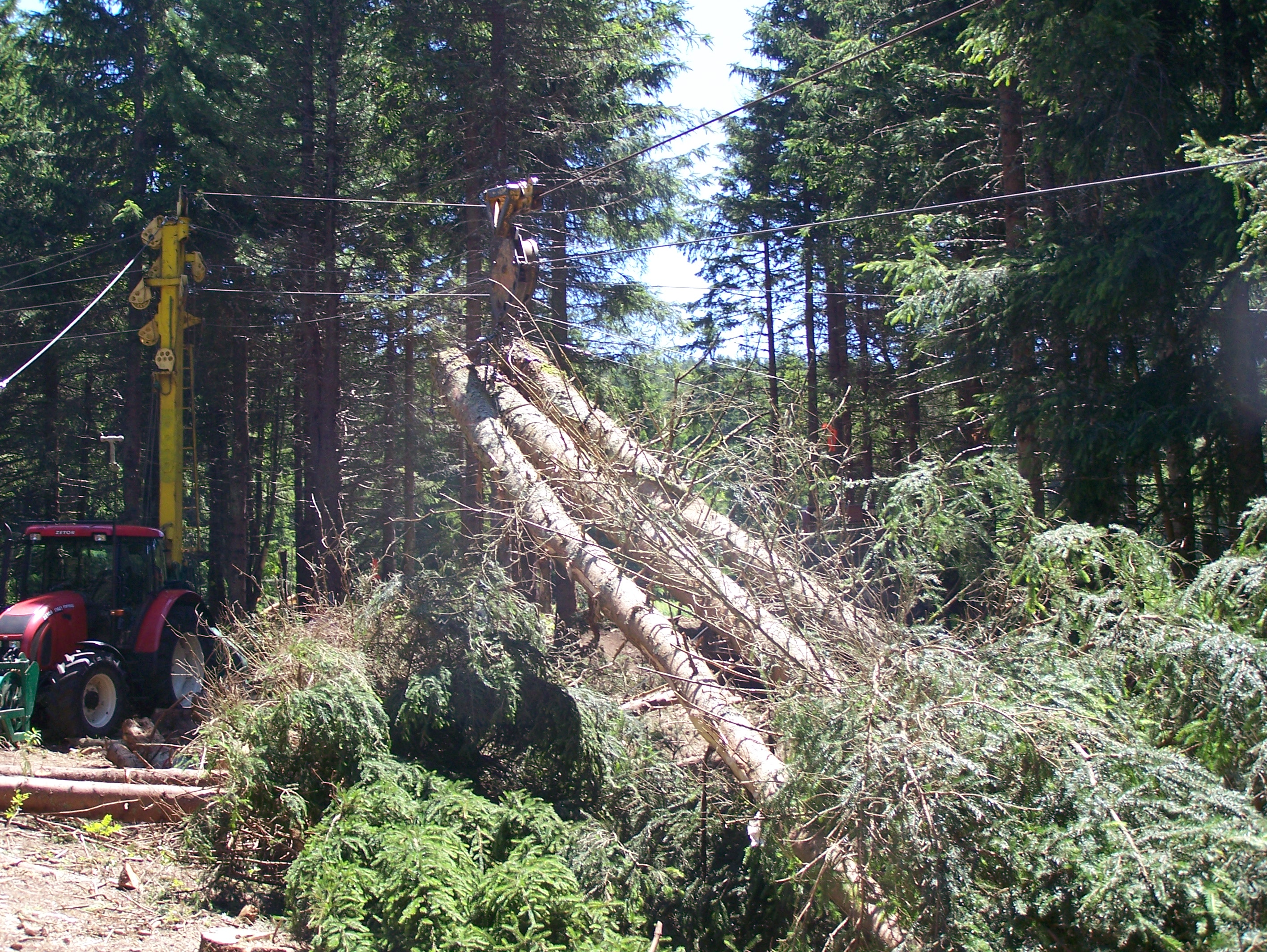
Travaux de restauration des zones humides grâce au câble-mât. Mont Mezenc, 2011.